# Léo Staats
Œuvres principales
Le Festin de l'araignée (1912)
Cydalise et le Chèvre-pied (1923)
Istar (1924)
Léo Staats est un danseur, chorégraphe et pédagogue français né à Paris 7e le 26 novembre 1877 et mort à Paris 17e le 15 février 1952.
Formé à l'école de ballet de l'Opéra de Paris par Mérante et Hansen, il rejoint la compagnie en 1893 et devient maître de ballet de 1908 à 1926.
Il signe notamment les chorégraphies du Festin de l'araignée (musique d'Albert Roussel) en 1912 au Théâtre des Arts, de Cydalise et le Chèvre-pied (musique de Gabriel Pierné) en 1923, d’Istar (musique de Vincent d'Indy) en 1924 et d’Orphée (musique de Jean Roger-Ducasse) pour Ida Rubinstein en 1926.
Brillant danseur, il impose le renouveau de la danse masculine que le XIXe siècle avait éclipsée. Si ses chorégraphies sont de bonne facture classique, elles souffrent cependant de la comparaison avec celles créées à la même époque par les Ballets russes de Diaghilev.